# Chevrolet Ipanema
A Ipanema é um automóvel, do tipo station wagon, fabricado pela General Motors.
É a versão station wagon do Kadett. Comercializada no Brasil, em 1989 até 1997, possui motorização 1.8L e 2.0L, a álcool ou gasolina.
Foi produzida nas versões: SL, SL/E, GL e GLS, além das séries especiais Wave, Sol e Flair.

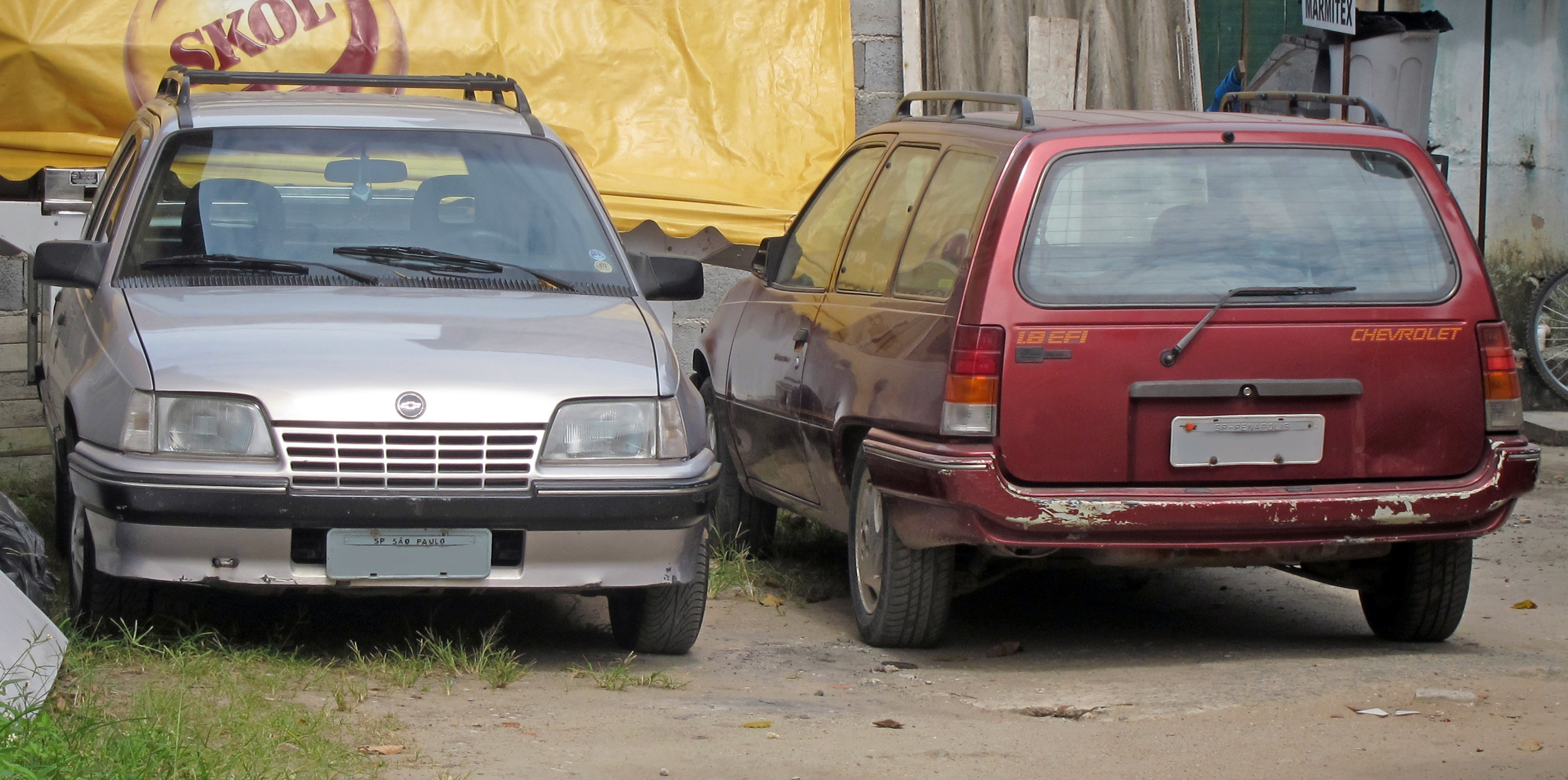

Com o lançamento da versão 5 portas em 1993, algumas unidades de 2 portas foram postas a venda sendo raras de se encontrar. A partir de 1994 foi oferecida somente com 5 portas, nas versões GL e GLS, com motorizações 1.8 EFI e 2.0 EFI. Também foram produzidas as séries especiais Wave, Sol e Flair, respectivamente em 1992, 1993 e 1994, sendo a versão Flair já na versão 5 portas com o propulsor 2.0 EFI. 
No ano de 1996 ficou apenas a versão GL, que tinha como padrão o motor 1.8 - havia também o 2.0 opcional, e em 1997 sua produção foi descontinuada, entrando em seu nicho de mercado a Corsa Wagon nas versões GL e GLS 1.6 MPFI.
Em seu último ano, a Ipanema vinha somente na versão GL, equipada com o motor do Vectra 2.0 MPFI.